# Oleh Rybačuk
Oleh Borysovyč Rybačuk (ukrajinsky Олег Борисович Рибачук, * 22. dubna 1958 Pohrebyšče, USSR) je ukrajinský politik a veřejný činitel. V letech 2005–2006 byl vedoucím sekretariátu prezidenta Ukrajiny Viktora Juščenka, předtím v roce 2005 působil jako místopředseda vlády Ukrajiny pro evropskou integraci ve vládě Julije Tymošenkové.